# 翻译风波
《翻译风波》（英語：The Interpreter）是一部在2005年上映的美國政治驚悚片，由薛尼·波勒執導，妮可·基德曼、西恩·潘和凱瑟琳·基納等人主演。此片是薛尼·波勒（于2008年去世）執導的最后一部电影，亦是影史上第一部獲准進入聯合國位於紐約的總部（聯合國大廈被視為正式的國際領土）進行拍攝工作的電影。

## 劇情
席薇亞·布倫是一名在非洲馬托博共和國長大的聯合國口譯員，有一天她在無意間聽到有人打算在聯合國開會的時候暗殺馬托博共和國的獨裁元首愛德蒙·蘇瓦尼，他們使用的語言是少數人聽得懂的非洲土語。當席薇亞聽到這項驚人秘密之後，很快就發現自己也成為被追殺的對象，於是她就向相關單位報案。美國特勤局接到報案後，便指派兩名探員凱勒和伍茲負責調查並保護席薇亞的安全。
在調查的過程中，凱勒發現席薇亞擁有神秘複雜的背景，也開始懷疑她並沒有完全說出實情，而且她很可能也涉及這項暗殺陰謀，因此凱勒對她產生的不信任感愈來愈強烈。隨著暗殺的時刻愈來愈近，整個暗殺陰謀也開始昭然若揭。原來所謂的暗殺陰謀只是蘇瓦尼為了拉抬其低迷聲勢所搞出來的造勢活動，藉此來改善自己在國內以及國際間的惡名，而席薇亞的親人就是死在蘇瓦尼的手下，席薇亞甚至曾在當地游擊隊任職。後來席薇亞選擇離開傷心地，在聯合國重新出發。暗殺行動開始時，蘇瓦尼在凱勒的保護下進入保安室避難，不過席薇亞早已在保安室埋伏多時，她意圖殺害蘇瓦尼，但隨後遭到凱勒阻止。最後，蘇瓦尼因為種族屠殺的罪行被聯合國起訴，而席薇亞則被美國驅逐出境。

## 角色
| 演员              | 角色           |
| 妮可·基德曼       | Silvia Broome  |
| 西恩·潘           | Tobin Keller   |
| 凱瑟琳·基納       | Dot Woods      |
| 厄爾·卡梅隆       | Edmond Zuwanie |
| 賈斯柏·克里斯汀森 | Nils Lud       |
| 伊凡·艾塔         | Philippe       |
| 雨果·史畢爾       | Simon Broome   |
| 埃里克·金利賽德   | Rory Robb      |
| 邁克爾·萊特       | Marcus         |
| 拜倫·厄特利       | Jean Gamba     |

## 拍攝花絮
- 電影中席薇亞所說的語言「庫族語」是一種將東非和南非的班圖語和修納語的特點混和在一起所產生的全新語言。
- 電影中席薇亞的出生地「馬托博」其實是辛巴威一個國家公園的名字。
- 娜歐蜜·華茲原本是薛尼·波勒心目中飾演席薇亞的人選，但娜歐蜜·華茲得知妮可·基德曼亦有意演出這個角色時，她婉拒劇組的邀約。

## 票房收入
- 預算 - $80,000,000
- 開畫票房收入 - $22,822,455
- 美國總收入 - $72,708,161
- 海外總收入 - $90,236,762
- 全球總收入 - $162,944,923

## 評價
《翻译风波》在電影評論網站爛番茄的192篇評論中，有56%的影評家給予正面的評價。